# Philippe Troussier
Philippe Omar Troussier, né à Paris le 21 mars 1955, est un joueur et entraîneur de football français, naturalisé ivoirien en 1992.
Après une carrière de défenseur en deuxième division entre 1974 et 1983, il commence à diriger plusieurs équipes secondaires en France avant de s'envoler pour l'Afrique en 1989. Il y passera une décennie, notamment en Côte d'Ivoire, où il remporte trois titres consécutifs entre 1990 et 1992 avec l'ASEC Mimosas, avant de prend la tête de la sélection nationale.
En 1998, il devient sélectionneur de l'équipe du Japon, qu'il mène jusqu'en huitième de finale de la Coupe du monde 2002. Après un passage au Qatar, il rentre en France en novembre 2004 pour remplacer José Anigo à la tête de l'Olympique de Marseille, mais il n'est pas maintenu en fin de saison. En 2007, il devient directeur sportif du FC Ryūkyū, un club de troisième division japonaise. Il se relance comme entraîneur en Chine, au Shenzhen Ruby en deuxième division entre 2011 et 2013, puis au Hangzhou Greentown en première division en 2015. Il a entraîné l'équipe du Viêt Nam des moins de 19 ans de 2019 à 2021. Il est nommé sélectionneur du Viêt Nam et des moins de 23 ans de ce même pays en février 2023.

## Carrière de joueur
Il commence sa carrière professionnelle en 1974 à l'AS Choisy-le-Roi, puis joue au poste de défenseur dans diverses équipes du championnat de France de deuxième division, dont un passage de trois ans au FC Rouen entre 1978 et 1981. Après une fin de carrière au Stade de Reims, il se dirige dès vingt-neuf ans vers une nouvelle carrière d'entraîneur.

## Carrière d'entraîneur
Après avoir entraîné en France les équipes d'Alençon, du Red Star et de Créteil, Troussier part en Afrique, où s’enchaîneront les succès.

### Premiers succès en Afrique
Son parcours de globe-trotter débute par un long passage en Côte d'Ivoire, tout d'abord en tant qu'entraîneur à l'ASEC Mimosas à Abidjan, où il remporte trois titres consécutifs entre 1990 et 1992 et où il resta invaincu pendant 105 matches, puis en tant que sélectionneur des Éléphant, l'équipe nationale. À la suite du troisième titre de l'ASEC, le président ivoirien Félix Houphouët-Boigny lui accorde la nationalité ivoirienne. Il prend ensuite la direction de l'Afrique du Sud (où il entraîne les Kaizer Chiefs) puis du Maroc (CA Rabat puis FUS Rabat, obtenant une Coupe du Trône en 1995).
En 1997, Troussier contribue à la qualification des Super Eagles du Nigeria pour la Coupe du monde 1998 (pour le tournoi final en France, il se verra préférer le Serbe Bora Milutinović, un autre globe-trotter du football mondial). Après un court crochet par le Burkina Faso, qu'il emmène pour la première fois de son histoire en demi-finale de CAN en 98, c'est finalement en tant que sélectionneur des Bafana Bafana d'Afrique du Sud que Troussier participe au Mondial 1998.

### Consécration au Japon
Connu pour son caractère parfois très autoritaire vis-à-vis des joueurs, mais également apprécié pour ses bons résultats (ce qui lui vaut le surnom de « sorcier blanc »), la réputation de Troussier dépasse progressivement le strict cadre de l'Afrique.
Au sortir du Mondial 1998, il est nommé sélectionneur de l'équipe nippone, avec la redoutable tâche de faire briller le Japon à la Coupe du monde 2002 dont il est coorganisateur. Ne parlant pas le japonais, il sera secondé dans sa mission par un interprète, Florent Dabadie, fils de Jean-Loup Dabadie.
Cette expérience de quatre années, marquée notamment par une victoire lors de la Coupe d'Asie des Nations en 2000 (et deux autres lors des éditions 2000 et 2001 de la Coupe Kirin), mais encore par ses rapports tumultueux avec une presse locale très exigeante, s'achève par l’élimination de la sélection japonaise (en huitième de finale). À cette époque, cela représentait le meilleur résultat de cette équipe, qui ne comptait jusque-là qu'une seule participation en Coupe du monde (trois matchs perdus au premier tour en 1998).

### Échec à l'OM
En juillet 2003, Philippe Troussier est nommé à la tête de la sélection du Qatar. Il souhaite alors constituer en partie sa sélection de joueurs européens et sud-américains naturalisés mais la FIFA s'y oppose. En juillet 2004, il est limogé après une défaite du Qatar contre l'Indonésie lors de la première journée de la Coupe d'Asie des nations de football.
Fin novembre 2004, il est préféré à Jean Tigana, Rudi Völler et même à Jacques Santini, lui aussi ex-sélectionneur national, pour venir au chevet de l'Olympique de Marseille. Mais l'expérience ne durera que six mois. Dès son entrée en fonction, certains cadres de l'équipe (et notamment l'ancien international Bixente Lizarazu) n'arrivent pas à composer avec cet entraîneur jugé trop autoritaire. Plusieurs joueurs s'en plaignent et finalement Lizarazu retournera au Bayern Munich.
Après une brève période de bons résultats, Troussier ne peut empêcher la dégringolade de son équipe au classement. Il termine 5e et se qualifie tout de même pour la Coupe Intertoto 2005. Sa hiérarchie lui reproche aussi sa contre-performance en Coupe de France avec une piteuse élimination dès les 32e de finale contre Angers 2-3, club de Ligue 2 ; il sera remplacé par Jean Fernandez à l'issue du championnat.

### Nouveau départ
D'octobre 2005 à décembre 2005, Troussier fut brièvement le sélectionneur de l'équipe du Maroc. Il sera démis de ses fonctions pour « divergences de vues » avec la fédération marocaine de football.
En décembre 2007, il devient directeur sportif du FC Ryūkyū, l'équipe de la préfecture d'Okinawa en 3e division japonaise, la Japan Football League (semi-professionnelle). Il prend tout d'abord Jean-Paul Rabier comme entraineur, qui restera un an, remplacé par Hiroyuki Shinzato.
En octobre 2009, alors que le club de Grenoble fait le pire départ en championnat de l'histoire, Kazutoshi Watanabe (président) l'aurait contacté pour prendre la suite de Mécha Bazdarevic. Les contacts n'aboutiront finalement pas.
Au début de 2010, il fait partie des favoris pour succéder à Vahid Halilhodžić à la tête de la sélection ivoirienne. C'est finalement Sven-Göran Eriksson qui est nommé sélectionneur des Éléphants.
Le 23 février 2011, il signe un contrat en Chine pour entraîner le club de Shenzhen Ruby, dans le sud du pays. Il reste néanmoins salarié du FC Ryūkyū, dans un rôle proche de celui d'un superviseur,.
Le 28 juin 2014, il est désigné pour diriger le club sportif sfaxien de Tunisie qu´il quitte à l´amiable trois mois plus tard après l’élimination en demi-finale de la Ligue des champions.
Le 24 novembre 2014, Philippe Troussier signe un nouveau contrat en Chine afin d’entraîner l'équipe de  Hangzhou Greentown club évoluant en Chinese Super League. Le premier objectif du technicien français sera de conforter l'équipe première dans l'élite chinoise avant d'en faire un prétendant aux places d'honneur grâce à un effectif qui compte plusieurs internationaux olympiques chinois.
En avril 2018, il était l'un des 77 candidats au poste d'entraîneur alors vacant de l'équipe nationale du Cameroun.
Plus tard en 2018, il est devenu conseiller stratégique puis officiellement directeur technique du PVF (en), une académie de football vietnamienne. En 2019, référencé par le PVF, Philippe Troussier devient l'entraîneur principal de l'équipe nationale U19 du Vietnam.
En 2023, la Fédération de football du Vietnam a confirmé que Troussier devenait le nouvel entraîneur de l'équipe nationale de football du Vietnam (ainsi que des équipes de jeunes comme les U22/U23 et l'équipe olympique), succédant à Park Hang-seo. Il est à la tête de la sélection vietnamienne lors de la Coupe d'Asie des nations de football 2023. Son contrat devrait débuter officiellement début mars 2023 et se poursuivra jusqu'à fin juillet 2026, pour un total de 3 ans et 5 mois. Aux 32e Jeux d'Asie du Sud-Est, l'équipe vietnamienne U-22 a perdu contre l'Indonésie U-22 en demi-finale avec un score de 2-3 et a remporté la médaille de bronze après avoir battu l'équipe U-22 du Myanmar. avec le score de 3-1. Il a ensuite mené l'équipe senior vietnamienne au plus grand échec de son histoire moderne, devenant la première équipe à ne pas dépasser les phases de groupes de la Coupe d'Asie de l'AFC 2023 après deux défaites consécutives contre le Japon et l'Indonésie (cette dernière n'a plus battu le Vietnam depuis). 2016) et pour la première fois, le Vietnam n'a pas dépassé les phases de groupes d'une Coupe d'Asie après avoir réussi à se qualifier en 2007 et 2019.
Le Vietnam a également perdu lors du dernier match contre l'Irak. Après l'élimination choc, les appels au licenciement de Troussier de son poste d'entraîneur de l'équipe vietnamienne se sont multipliés, mais malgré cela, VFF a confirmé qu'il ne perdrait pas son poste mais qu'il pourrait redécider de son sort si le Vietnam obtenait de mauvais résultats lors des matches restants des qualifications pour la Coupe du monde 2026.
Cependant, après que le Vietnam ait de nouveau perdu contre l'Indonésie lors du match aller lors des qualifications pour la Coupe du Monde de la FIFA 2026, et que les actions considérées comme un manque de respect de Troussier, l'indignation contre Troussier ait atteint un nouveau sommet et l'appel à son limogeage a grimpé. Sa perte est considérée comme due au manque d'attention portée aux domaines professionnels et à la volonté de se battre avec les médias vietnamiens. Dans la plupart de ses discours, il mentionne qu'environ 80 % des Vietnamiens et des médias vietnamiens ne soutiennent pas l'équipe nationale dont il est l'entraîneur. Il estime que les médias vietnamiens le critiquent de manière déraisonnable. Le 26 mars 2024, le Vietnam a joué contre l'Indonésie pour son match retour dans son stade et a perdu à nouveau sur le score de 0 à 3, ce qui n'était jamais arrivé depuis 2004. Pendant le match, de nombreux supporters vietnamiens portaient des affiches demandant le licenciement ou la démission de Philippe Troussier. Il a finalement été limogé par la Fédération Vietnamienne de Football immédiatement après la défaite.

#### Palmarès
- Coupe du monde : 
  - 8e de finale en 2002 ( Japon)
  - Premier tour en 1998 ( Afrique du Sud)
- Coupe des confédérations :
  - Finaliste en 2001 ( Japon)
- Coupe d'Asie des nations : 
  - Vainqueur en 2000 ( Japon)
  - Premier tour en 2004 ( Qatar)
- Copa América :
  - Premier tour en 1999 ( Japon)
- Coupe d'Afrique des nations :
  - Quatrième place en 1998 ( Burkina Faso)
- Championnat de Côte d'Ivoire :
  - Champion en 1990, 1991 et 1992 (ASEC Mimosas)
- Coupe de Côte d'Ivoire :
  - Vainqueur en 1990 (ASEC Mimosas)
- Coupe de l'UFOA :
  - Vainqueur en 1990 (ASEC Mimosas)
- Vice-champion de D3-Est en 1988 et de D3-Nord en 1989 (Red Star 93)

## Vie privée
Le 23 mars 2006, il ajoute à son identité le prénom Omar, pour témoigner de sa conversion à l'islam.
Il a un frère cadet né en 1969, Ludovic Troussier, qui fut également footballeur professionnel, au Stade Lavallois et à l'AS Beauvais.

## Anecdotes
Reconnu et apprécié au Japon, il a inspiré le personnage de Blanc dans le manga Giant Killing.